# 须苞石竹
须苞石竹也叫美国石竹（华北经济植物志要）、十样锦（江苏南部种子植物手册）、五彩石竹（北京植物志），为石竹科石竹属的植物，原产欧洲（原变种）、东北亚（头石竹）。

## 圖片

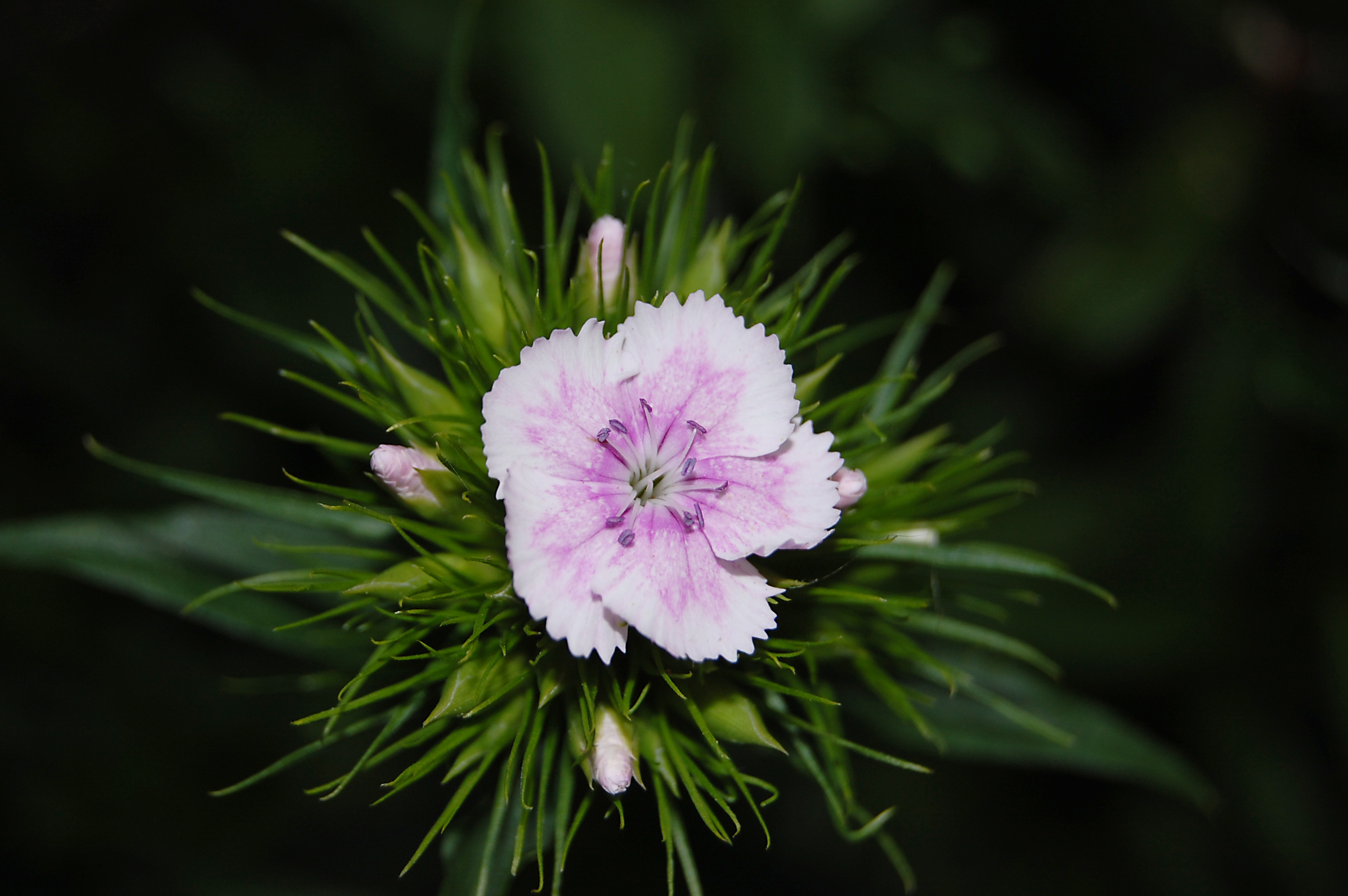
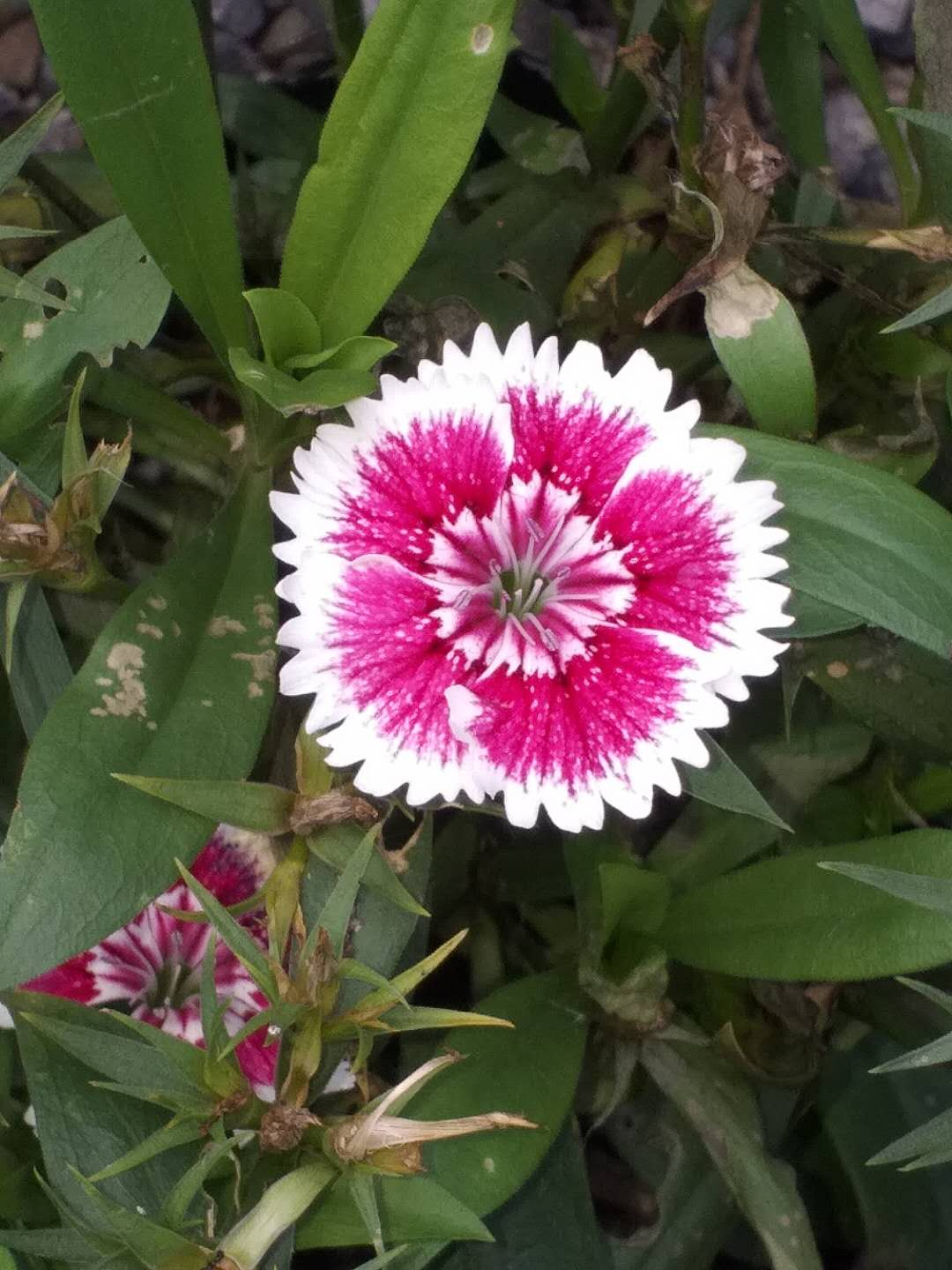
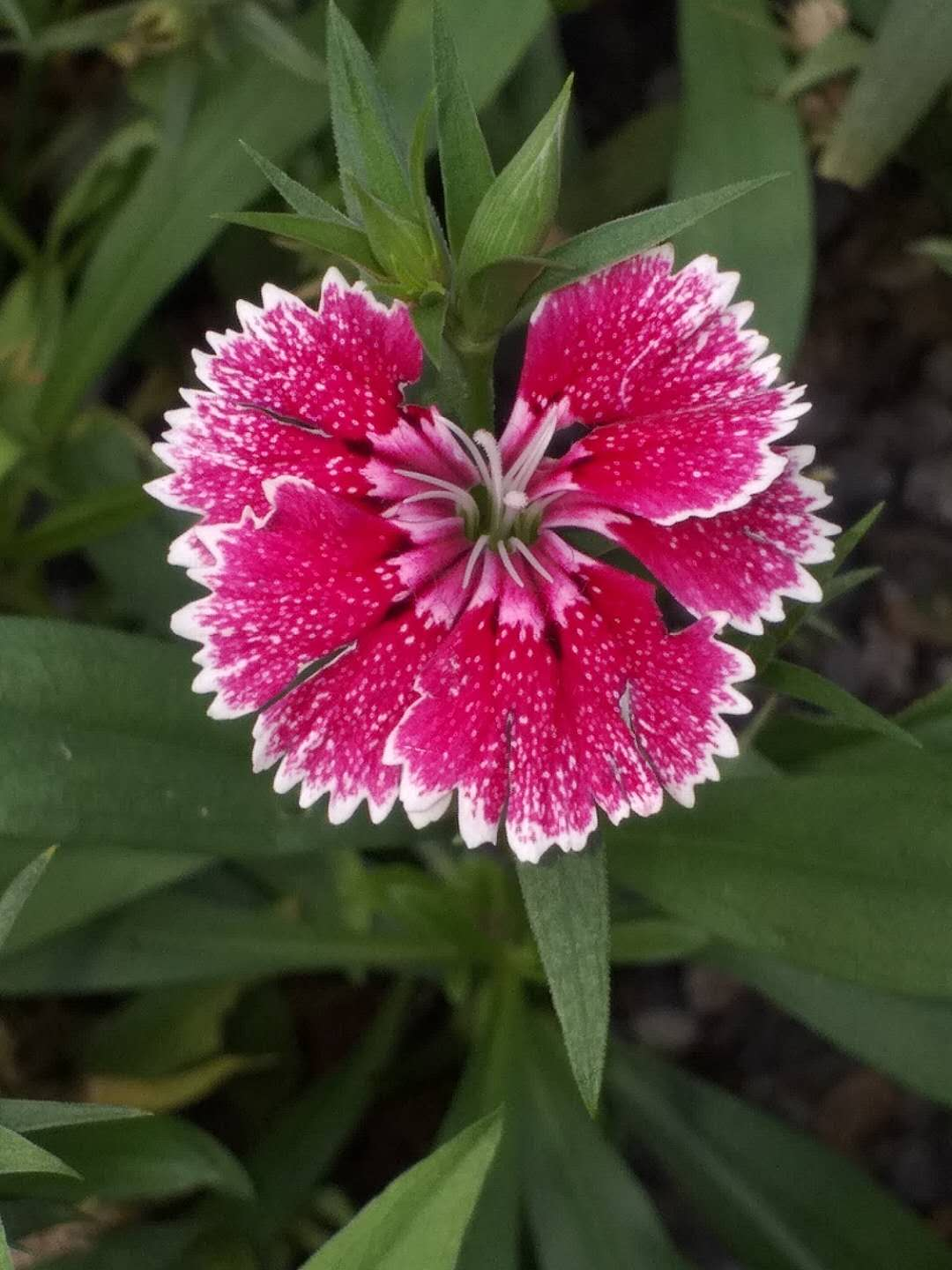
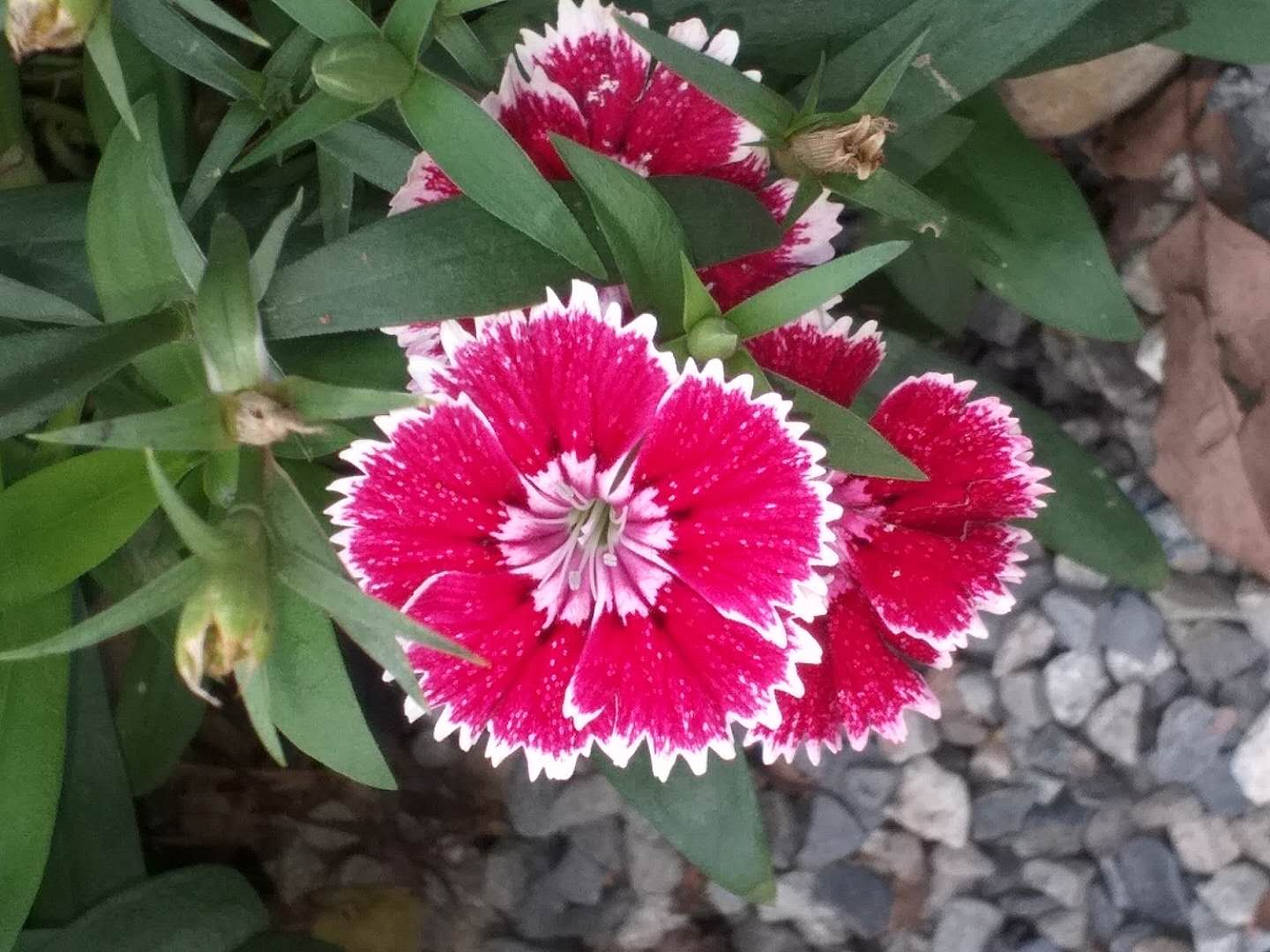